# Kuno von Steuben

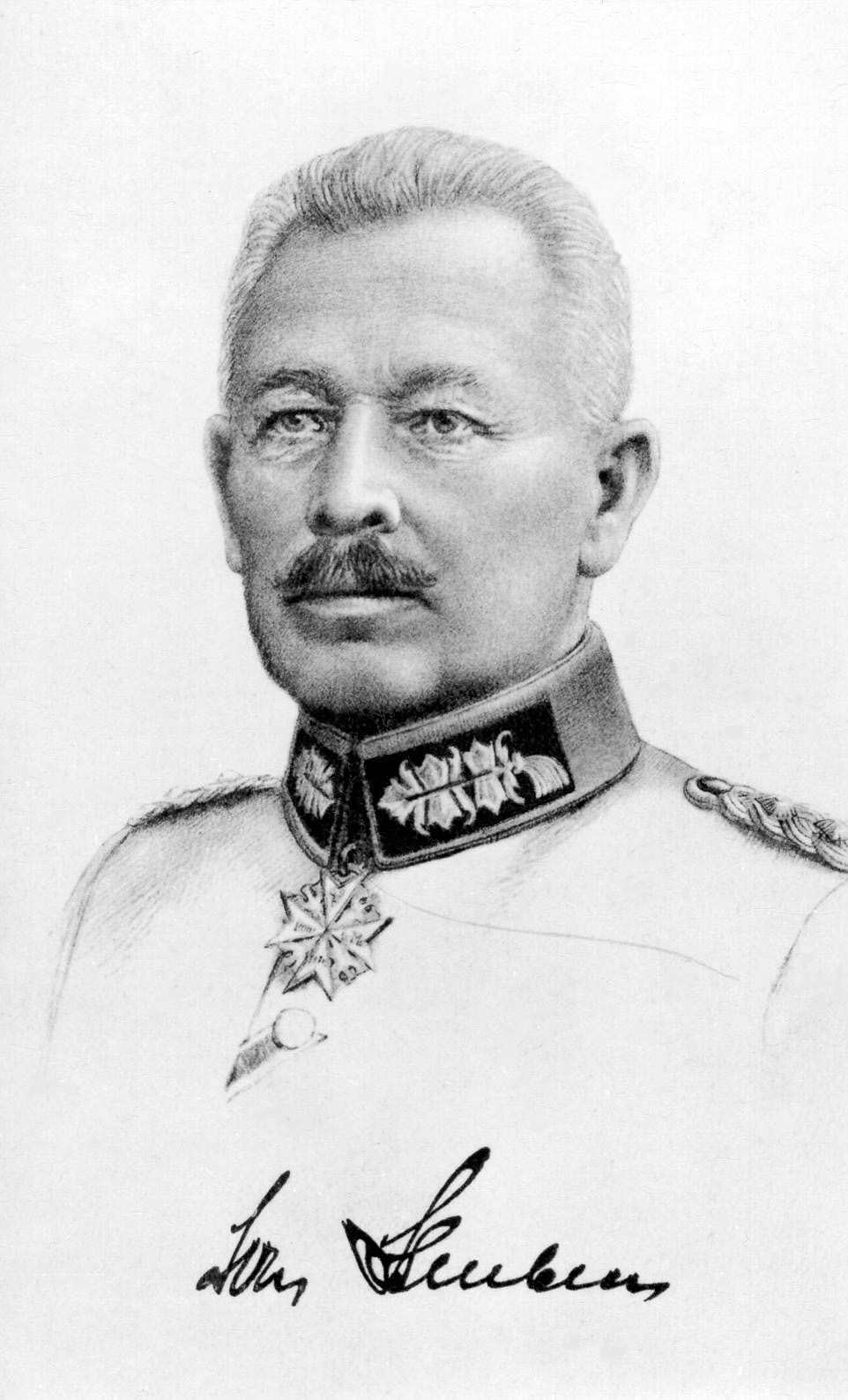
Kuno von Steuben

Liborius Konstantin Kuno Arndt von Steuben (* 9. April 1855 in Eisenach; † 14. Januar 1935 in Berlin) war ein preußischer General der Infanterie im Ersten Weltkrieg.

## Leben
Kuno entstammte dem alten Adelsgeschlechts von Steuben, deren bekanntester Vorfahre Friedrich Wilhelm von Steuben war. Er war der älteste Sohn von acht Kindern des großherzoglich-sächsischen Hauptmanns und späteren preußischen Generalmajors Arndt von Steuben (1826–1900) und dessen Ehefrau Julie Antoinette, geborene von Tschirschky und Bögendorff (1833–1903). Nach dem Besuch des Eisenacher Gymnasiums erfolgte am 3. August 1868 im Alter von 13 Jahren seine Aufnahme in die Kadettenhaus Oranienstein. Am 1. Mai 1871 wechselte er in die Hauptkadettenanstalt in Berlin.
Kommandeur des Niederrheinischen Füsilier-Regiment Nr. 39, dem Steuben als Absolvent der Kadettenanstalt zugewiesen wurde, war der spätere General der Infanterie Ernst von der Burg – zuletzt Kommandierender General des II. Armee-Korps. Von ihm, der bereits eine interessante soldatische Laufbahn hinter sich hatte, empfing der junge Steuben die ersten militärischen Eindrücke, stand ihm persönlich nahe. Schon nach einem Jahr wurde er Bataillonsadjutant. Vier Jahre später, am 27. September 1879, vermählte er sich in Düsseldorf mit Martha Wesener, der jüngsten Tochter seines Bataillonskommandeurs Oberst Christian Wesener.
Nach zweijähriger Tätigkeit als Adjutant beim Bezirkskommando Geldern besuchte Steuben die Kriegsakademie. 1893 wurde er als Hauptmann zum Generalstab abkommandiert, dem er mit kurzen Unterbrechungen bis zum Generalleutnant angehörte. Schon in seinen ersten Verwendungen, beim V. Armee-Korps und bei der 2. Division, wurde seine große Befähigung als Generalstabsoffizier deutlich. Fleißig, gewissenhaft, gewandt im schriftlichen wie mündlichen Ausdruck, schnell von Entschluss, bescheiden im Wesen, ein hervorragender Charakter, genoss er das besondere Vertrauen seiner Vorgesetzten. Nach kurzer Zeit als Kompaniechef im Infanterie-Regiment „Freiherr Hiller von Gaertringen“ (4. Posensches) Nr. 59 kehrte Steuben in den Generalstab zurück – zunächst zum Generalkommando in Hamburg-Altona, anschließend zum Großen Generalstab. Auch nach wenigen Monaten, in denen er das I. Bataillon des 1. Nassauischen Infanterie-Regiments Nr. 87 in der Festung Mainz kommandierte, wurde er wieder in den Großen Generalstab versetzt.
Als Taktikausbilder und in der Führung der Generalstabsgeschäfte an der Kriegsakademie entwickelte er ein hervorragendes Lehrtalent. Im Jahre 1902 zum Generalstabschef des VIII. Armee-Korps in Koblenz ernannt, versah Steuben diese Stellung zunächst bei Erbgroßherzog Friedrich II. von Baden, später bei dessen Nachfolger, General der Artillerie Gustav Adolf von Deines. Dieser berichtete am 1. Dezember 1903 über Steuben:

„Taktvoll, mit besten Umgangsformen und liebenswürdigem geraden Charakter, willensstark, absolut zuverlässig, von seltener Arbeitskraft, mit weitem Blick, stets klarer taktischer Auffassung und treffendem, selbstständigem Urteil. Er füllt seine Stellung vortrefflich aus. Eine mehrmonatige Erkrankung hat er mit eiserner Energie überwunden, so daß er die Herbstübungen und Manöver wieder in voller Leistung mitmachen konnte. Zum Regimentskommandeur und zu höheren Führerstellen unbedingt geeignet.“

Generalfeldmarschall und Armee-Generalstabschef Alfred Graf von Schlieffen bemerkte dazu: „Ein ganz vortrefflicher Chef des Generalstabes“.
Im Jahre 1904 wurde Oberst Steuben Chef der Manöverabteilung im Großen Generalstab und erwarb sich in dieser Stellung große Verdienste. Auch der Nachfolger Schlieffens, Armee-Generalstabschef Helmuth von Moltke, schenkte Steuben sein volles Vertrauen und berief ihn als Generalmajor in die Stellung des Oberquartiermeisters. Moltke beurteilte Steuben am 1. Dezember 1910 wie folgt:

„Ein durch Verstand und Charakter gleichermaßen ausgezeichneter Offizier von weitem, klaren Blick, soldatischem Empfinden und alt-preussischer Gesinnung. Seine militärische Begabung, sein treffliches Urteil, sein reges Interesse für den Dienst machen ihn zum höheren Truppenführer geeignet. Die Qualifikation zum Divisionskommandeur spreche ich ihm unbedingt zu. Im Mobilmachungsfall würde er als Chef des Generalstabes eines Armee-Oberkommandos an seinem Platz sein, wozu ihn nicht nur seine Kenntnis der großen Operationen, sondern auch seine vortrefflichen Formen und sein Takt besonders geeignet machen. Der Verbleib in seiner jetzigen Stellung, die er sehr gut ausfüllt, ist im dienstlichen Interesse nur bis zu demjenigen Zeitpunkt erwünscht, wo er als Divisionskommandeur Verwendung finden kann.“

Im Frühjahr 1911 übernahm Steuben als Generalleutnant das Kommando der 36. Division in Danzig. Obwohl er dem Frontdienst lange entfremdet war – er hatte lange kein Regiment und keine Brigade mehr geführt – fand er sich in der Praxis schnell wieder zurecht. Seine Tätigkeit als Divisionskommandeur charakterisierte sein Kommandierender General August von Mackensen am 1. Dezember 1912 wie folgt:

„Eine mittelgroße, eindrucksvolle und ansprechende Persönlichkeit, der Verstand und Charakter auf der Stirn geschrieben stehen  und deren Auftreten vortreffliche Formen und unbedingter Takt auszeichnen. Klarer Blick, treffendes Urteil, zähe Willenskraft, Umsicht und Weitsicht, gründliches Wissen und vielseitige Erfahrung machen den Generalleutnant von Steuben zu einem bedeutenden Soldaten. Der Chef des Generalstabes der Armee hat ihm bei der Überweisung hierher die Geeignetheit zum Chef des Generalstabes eines Armee-Oberkommandos zugesprochen. Generalleutnant von Steuben reitet sicher und energisch. Als Divisionskommandeur steht er völlig auf der Höhe seiner Stelle, sei es in der angemessenen Überwachung der Ausbildung oder in der zweckmäßigen Anlage von Übungen, sei es als gewissenhafter Gerichtsherr oder als energischer Führer. Seine Besprechungen zeichnen sich durch Klarheit, Bestimmtheit und Gehalt aus. Sie und seine ganze von altpreussischem Soldatentum erfüllte und doch der Neuzeit Rechnung tragende Dienstbetätigung wirken in hohem Grade anregend und fördernd auf die ihm unterstellte Truppe. Er ist ein hervorragender tüchtiger Führer und Kommandeur seiner Division und sicherlich zu noch Höherem berufen.“

Es rief allgemeines Erstaunen hervor, als dieser so hoch bewährte und von allen Vorgesetzten besonders hervorragend beurteilte Soldat im Herbst 1913 an die Spitze der Königlichen Kriegsakademie berufen wurde. Auch wenn die Direktoren dieser alten preußischen Kriegsschule fast alle bedeutende Männer waren, war die Dienstlaufbahn des Betreffenden mit dieser Stellung normalerweise abgeschlossen – ein Armee-Korps hatte in Friedenszeiten keiner der Direktoren bekommen. Generalstabschef von Moltke bat Wilhelm II. deshalb ausdrücklich darum, Steuben bei seiner Beförderung zum Akademie-Direktor ein Patent als General der Infanterie zu verleihen, um ihm später noch die Führung eines Armee-Korps zu übertragen. Ob es auch in Friedenszeiten dahin gekommen wäre, ist eine offene Frage, die zu beantworten der Ausbruch des Ersten Weltkrieges verhinderte.
Mit der Mobilmachung wurde Steuben am 2. August 1914 zum Kommandierenden General des XVIII. Reserve-Korps ernannt und kurz darauf am 19. August 1914 zum General der Infanterie befördert. Mit seinem Korps kam er im Verbund mit der 4. Armee an der Westfront zum Einsatz. Zusammen mit seinem Stabschef, Oberst Friedrich von Studnitz und den Kommandeuren der 21. Reserve-Division, Generalleutnant Hermann von Rampacher und 25. Reserve-Division, Generalleutnant Alexander Torgany führte er seine Truppen am 22. und 23. August zum Sieg bei Neufchâteau und war am 24. bei Temblois und am 25. Carignon in schwere Kämpfe verwickelt. Während des Vormarsches zur Marne rückten seine Truppen über Grandpré westlich der Argonnen nach Süden vor. Nach dem taktischen Rückzug und den Übergang zum Stellungskrieg im Raum Servon bildete Steuben mit seinem Verband den rechten Flügel der 5. Armee in der östlichen Champagne. 
Am 25. Juni 1915 schrieb der Oberbefehlshaber dieser Armee, der preußische Kronprinz Wilhelm, über Steuben:

„Ein frischer, gesunder und leistungsfähiger Mann. Er ist erst nach dem Übergang zum Stellungskampf zu meiner Armee getreten und hat eine ungünstig gewählte Stellung gegenüber einem überhöhend stehenden Gegner dauernd zu halten und so zu verbessern verstanden, dass sich die Verluste in erträglichem Umfang hielten. Kleine, mit Umsicht und Geschick angelegte, erfolgreiche und offensive Unternehmungen haben einen guten Geist in der Truppe gefördert und erhalten. Persönlich kaltblütig im Gefecht, sorgt er gut für Mann und Ross. Die im Verlauf des Krieges gesammelten Erfahrungen wird er nach Ende des Krieges mit Nutzen für die Armee in jeder Dienststellung zu verwenden wissen. Auch als Kommandierender General im Frieden gut zu verwenden. Bei seinen Untergebenen erfreut er sich großer Beliebtheit.“

Das Jahr 1915 brachte dem angesehenen Militärführer für seine hervorragende Tätigkeit während der Herbstschlacht in der Champagne (22. September bis 6. November) den Orden Pour le Mérite. 1916 stand der General bei den schweren Kämpfen um Verdun. Noch kurz vor der Einstellung dieser Kämpfe stürmten Truppen des XVIII. Reserve-Korps am 3. September 1916 unter Steubens Kommando die französischen Stellungen beiderseits der Souville-Schlucht.
Im Frühjahr 1917 übernahm Steuben als Nachfolger von General Arnold von Winckler den Oberbefehl über die 11. Armee in Mazedonien, die nach ihrer Verlegung an die Salonikifront aus deutschen und bulgarischen Truppen bestand.
Seine herausragende Tätigkeit auf diesem Kriegsschauplatz beurteilte der Oberbefehlshaber, General der Artillerie Friedrich von Scholtz, am 1. Dezember 1917 wie folgt:

„Frisch, leistungsfähig, tätig in vielen Angriffs- und Verteidigungsschlachten durch ruhige und umsichtige Führung bewährt. Er hat die im September des Jahres durch eiliges Zurückgehen der Österreicher herbeigeführte schwierige Lage westlich des Ochrida-Sees durch Übernahme des Kommandos schnell wieder hergestellt. Im Verkehr mit den Bulgaren hat er die richtige Art. Durch seine wohlwollende, zielbewusste Art im Verkehr mit Untergebenen gewinnt er deren Vertrauen. Er füllt seine Stellung hervorragend aus und eignet sich auch zum Kommandierenden General im Frieden.“

Energisch und umsichtig traf Steuben auch seine Maßnahmen in den kritischen Tagen des Septembers 1918, als der vernichtende Stoß des vereinigten Heeres der Entente den Zusammenbruch der bulgarischen Front herbeiführte. Die Haltung der deutschen Militärführung und ihrer Truppen in den darauf folgenden Wochen, der Rückzug bis über die Donau waren mustergültig. Auch die politischen Ereignisse in der Heimat und der Waffenstillstand lockerten nicht das Gefüge der Truppen Steubens, der mit dem letzten Zuge am Morgen des 8. Dezember 1918 Ungarn verließ. Nach Kriegsende erfolgte am 31. Januar 1919 sein Abschied aus dem aktiven Dienst in der Preußischen Armee.
Militärhistoriker würdigten den Heerführer in einem Nachruf: „General Kuno von Steuben war ein selten befähigter und pflichttreuer Führer, von eiserner Ruhe und frischer Entschlusskraft, ein Generalstabsoffizier alter Moltkescher Schule, ein ritterlicher und wohlwollender Vorgesetzter, dessen Andenken im deutschen Vaterland fortleben wird.“ Neben zahlreichen Auszeichnungen wurden seine militärtheoretischen Leistungen mit dem Titel „Dr. phil hc.“ gewürdigt. 1931 wurde er auf Einladung der Vereinigten Staaten von Amerika als Vertreter seiner Familie zur 150-Jahr-Feier der Schlacht von Yorktown eingeladen, an der 50 Jahre zuvor schon sein Vater Gottlieb Arndt von Steuben erstmals teilgenommen hatte.
Nach seinem Tod am 14. Januar 1935 fand Steuben seine letzte Ruhestätte auf dem Invalidenfriedhof in Berlin.
Auch seine drei Brüder bekleideten hohe militärische Positionen: Berndt (1856–1930) als Oberst beim Generalkommando des III. Armee-Korps, Ernst (1871–1938) als Oberstleutnant, Anton (1858–1928) als Generalmajor (u. a. Kommandeur der Kadettenhäuser in Plön und Wahlstatt, Direktor der Großen Militär-Waisenhäuser zu Potsdam und Schloss Pretzsch).
Arndt (1881–1940), sein einziger Sohn, schlug ebenfalls die Offizierslaufbahn ein. Er diente als Oberstleutnant und Generalstabsoffizier.

## Militärischer Werdegang
Am 23. April 1874 wurde er zum Secondeleutnant, im Niederrheinischen Füsilier-Regiment Nr. 39, Düsseldorf, befördert. An die preußische Kriegsakademie Berlin wurde er am 1. Oktober kommandiert, er wurde zum Oberleutnant befördert. Als Nächstes wurde er am 22. Juli in den großen Generalstab kommandiert. Am 27. November 1893 wurde er in den Generalstab des IX. Armee-Korps kommandiert, wo er am 18. Oktober 1894 zum Major befördert wurde. An der Königlich-preußischen Kriegsakademie Berlin war er vom 14. September 1900 bis 21. April 1902 Militärlehrer. Abteilungschef im Großen Generalstab war er vom 22. April bis 17. August 1902. Für die Kaiserlichen Manöver im Großen Generalstab wurde er am 27. Januar 1904 kommandiert. Vier Jahre nach seinem Eintritt wurde er zum Generalmajor befördert. Zum Generalleutnant wurde er am 27. Januar 1911 berufen. 
Von 4. September 1913 bis 31. Juli 1914 war er Direktor der preußischen Kriegsakademie zu Berlin. Zum Oberbefehlshaber der 11. Armee in Mazedonien wurde am 5. Juni 1917 ernannt. Er wurde Nachfolger von August von Mackensen, der das Truppenkontingent an der Westfront im Frankreich-Feldzug befehligt hatte. Während des Ersten Weltkriegs kam es zu Schlachten bei Neufchateau, Tremblois und Charignon, Stellungskämpfe an der Westfront, Herbstschlacht in der Champagne, 1915, Kämpfe vor Verdun 1916.

## Auszeichnungen
- Ritterkreuz des Königlichen Hausordens von Hohenzollern[1] am 11. September 1907
- Stern zum Roten Adler-Orden II. Klasse mit Eichenlaub[1] am 12. Januar 1913
- Kronen-Orden I. Klasse[1] am 18. Januar 1914
- Preußisches Dienstauszeichnungskreuz[1]
- Komtur II. Klasse des Ordens vom Zähringer Löwen[1]
- Bayerischer Militärverdienstorden II. Klasse[1]
- Ritterkreuz des Ordens der Wendischen Krone[1]
- Komtur des Greifenordens[1]
- Komtur II. Klasse des Albrechts-Ordens[1]
- Kommandeur des Ordens der Württembergischen Krone[1]
- Komtur des Ordens Danilos I. für die Unabhängigkeit[1]
- Orden der Eisernen Krone II. Klasse[1]

1917 erhielt er von der Universität Leipzig die Ehrendoktorwürde.